# Ergotele di Himera
Ergotele di Himera (in greco antico: Ἐργοτέλης?, Ergotélēs; Cnosso, ... – V secolo a.C.) è stato un atleta greco antico.

## Biografia
Nato a Cnosso, figlio di Filanore, Ergotele fu costretto a lasciare Creta a causa di una guerra civile. Si trasferì quindi in Sicilia, e divenne cittadino di Himera. 
Partecipò ai Giochi olimpici antichi, vincendo nella specialità del dolico nel 472 a.C. e nel 464 a.C. Inoltre, vinse due volte sia ai giochi pitici che ai giochi istmici, che ai giochi nemei, come riportato da Pausania.
Nel 1953 fu scoperta ad Olimpia una statua dedicata ad Ergotele, alla cui base era inciso un epigramma di 4 versi risalente al 450 a.C. circa e che ne commemorava i successi: 
Ergotele, mi dedicò, vincendo

due volte a Pito il dolico e due volte 

le Olimpiadi, due volte ancora 

le Istmie e le Nemee, perché restasse 

di gloria imperitura il suo ricordo.»
(trad. A. D'Andria)
Inoltre, Pindaro dedicò ad Ergotele un epinicio, l'Olimpica XII.
Più recentemente a Candia, nell'isola di Creta, la squadra di calcio dell'Ergotelis, nata nel 1929, scelse questo nome in onore di Ergotele, che della Candia era originario.